# Philips Sport Vereniging 2018-2019
Questa voce raccoglie le informazioni riguardanti il Philips Sport Vereniging nelle competizioni ufficiali della stagione 2018-2019.

## Rosa
| N. |                        | Ruolo | Calciatore         |
| -- | ---------------------- | ----- | ------------------ |
| 1  | Paesi Bassi (bandiera) | P     | Jeroen Zoet        |
| 3  | Australia (bandiera)   | D     | Aziz Behich        |
| 5  | Germania (bandiera)    | D     | Daniel Schwaab     |
| 6  | Spagna (bandiera)      | D     | Angeliño           |
| 7  | Uruguay (bandiera)     | C     | Gastón Pereiro     |
| 8  | Paesi Bassi (bandiera) | D     | Jorrit Hendrix     |
| 9  | Paesi Bassi (bandiera) | A     | Luuk de Jong       |
| 10 | Argentina (bandiera)   | A     | Maximiliano Romero |
| 11 | Messico (bandiera)     | A     | Hirving Lozano     |
| 13 | Curaçao (bandiera)     | P     | Eloy Room          |
| 14 | Paesi Bassi (bandiera) | A     | Donyell Malen      |
| 15 | Paesi Bassi (bandiera) | D     | Armando Obispo     |
| 16 | Belgio (bandiera)      | C     | Dante Rigo         |
| 17 | Paesi Bassi (bandiera) | A     | Steven Bergwijn    |
| 18 | Paesi Bassi (bandiera) | C     | Pablo Rosario      |
| 19 | Paesi Bassi (bandiera) | A     | Cody Gakpo         |

| N. |                          | Ruolo | Calciatore}       |
| -- | ------------------------ | ----- | ----------------- |
| 20 | Australia (bandiera)     | D     | Trent Sainsbury   |
| 22 | Paesi Bassi (bandiera)   | D     | Denzel Dumfries   |
| 23 | Paesi Bassi (bandiera)   | C     | Bart Ramselaar    |
| 25 | Messico (bandiera)       | C     | Érick Gutiérrez   |
| 29 | Belgio (bandiera)        | C     | Matthias Verreth  |
| 30 | Nuova Zelanda (bandiera) | A     | Ryan Thomas       |
| 31 | Paesi Bassi (bandiera)   | P     | Yanick van Osch   |
| 32 | Rep. Ceca (bandiera)     | D     | Michal Sadílek    |
| 33 | Paesi Bassi (bandiera)   | D     | Jordan Teze       |
| 47 | Brasile (bandiera)       | D     | Mauro Júnior      |
| 48 | Marocco (bandiera)       | A     | Zakaria Aboukhlal |
| 52 | Paesi Bassi (bandiera)   | C     | Mohamed Ihattaren |

## Statistiche

### Statistiche di squadra
| Competizione          | Punti | In casa | In casa | In casa | In casa | In casa | In casa | In trasferta | In trasferta | In trasferta | In trasferta | In trasferta | In trasferta | Totale | Totale | Totale | Totale | Totale | Totale | DR  |
| Competizione          | Punti | G       | V       | N       | P       | Gf      | Gs      | G            | V            | N            | P            | Gf           | Gs           | G      | V      | N      | P      | Gf     | Gs     | DR  |
| --------------------- | ----- | ------- | ------- | ------- | ------- | ------- | ------- | ------------ | ------------ | ------------ | ------------ | ------------ | ------------ | ------ | ------ | ------ | ------ | ------ | ------ | --- |
| Eredivisie            | 83    | 17      | 16      | 1       | 0       | 59      | 7       | 17           | 10           | 4            | 3            | 49           | 19           | 34     | 26     | 5      | 3      | 98     | 26     | +72 |
| Coppa dei Paesi Bassi | -     | 1       | 0       | 0       | 1       | 2       | 3       | 1            | 1            | 0            | 0            | 4            | 0            | 2      | 1      | 0      | 1      | 6      | 3      | +3  |
| Champions League      | -     | 3       | 0       | 1       | 2       | 4       | 6       | 3            | 0            | 1            | 2            | 2            | 7            | 6      | 0      | 2      | 4      | 6      | 13     | -7  |
| Totale                | -     | 21      | 16      | 2       | 3       | 65      | 16      | 21           | 11           | 5            | 5            | 55           | 26           | 42     | 27     | 7      | 8      | 110    | 42     | +68 |